# 教念寺 (諏訪市)
教念寺（きょうねんじ）は、長野県諏訪市にある浄土宗の寺院。山号は源海山、院号は高島院。本尊は阿弥陀如来。

## 概要
寺伝では、室町時代に教誉浄念なる念仏者が上諏訪の岡村に草案を結んで崇敬を集め、永正6年（1509年）に堂宇を建立。元亀2年（1571年）に一袋上人を開山として教念寺として創建された。元文元年（1736年）には寺域を拡大して本堂や庫裡を再建したが、天保14年（1843年）の火災により、文政7年（1824年）築造の経蔵を除いて悉く焼失した。弘化2年（1845年）に本堂と庫裡を再建。境内には明治36年（1903年）に再建された楼造の山門があり、楼上には天保年間の火災を逃れた釈迦三尊や、十六羅漢が安置されている。如意輪観音を祀る観音堂もある。
寺宝には国の重要文化財の絹本著色羅漢像2幅があり、右幅に羅睺羅尊者、左幅に周利槃特尊者が描かれている。享和元年（1801年）に伊勢国宝積院の義音上人から当寺の17世卓門和尚に贈られたもので、鎌倉時代末期の作とされ、毎年7月15日に御開帳が行われる。その他、観経変相曼陀羅（諏訪市指定文化財）、紙本著色当麻曼陀羅図、銅善光寺仏脇士仏などがある。

## 交通アクセス
- JR中央本線上諏訪駅から 徒歩約10分